# Platónská akademie

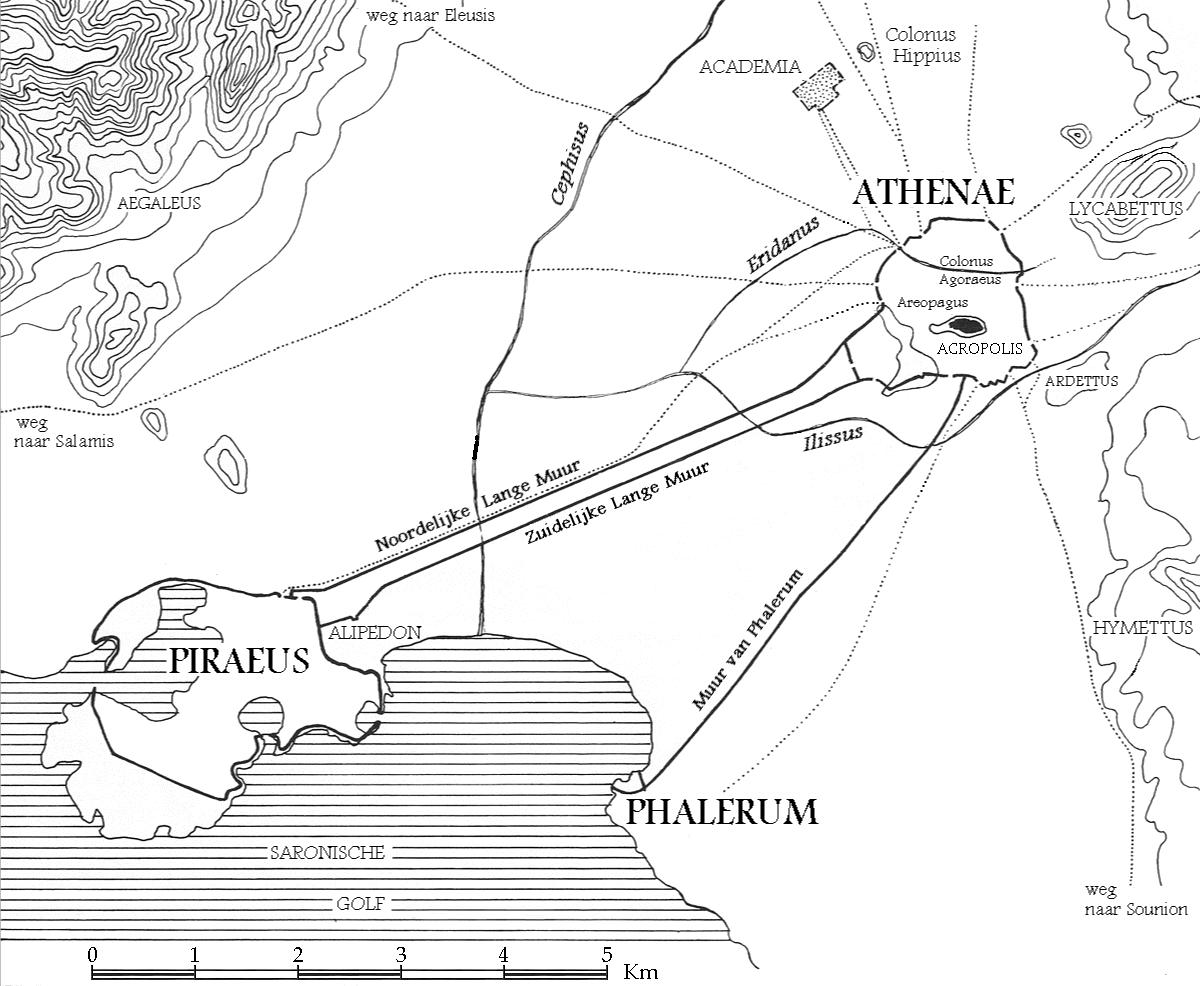
Starověké Athény. Akademie je při horním okraji mapy

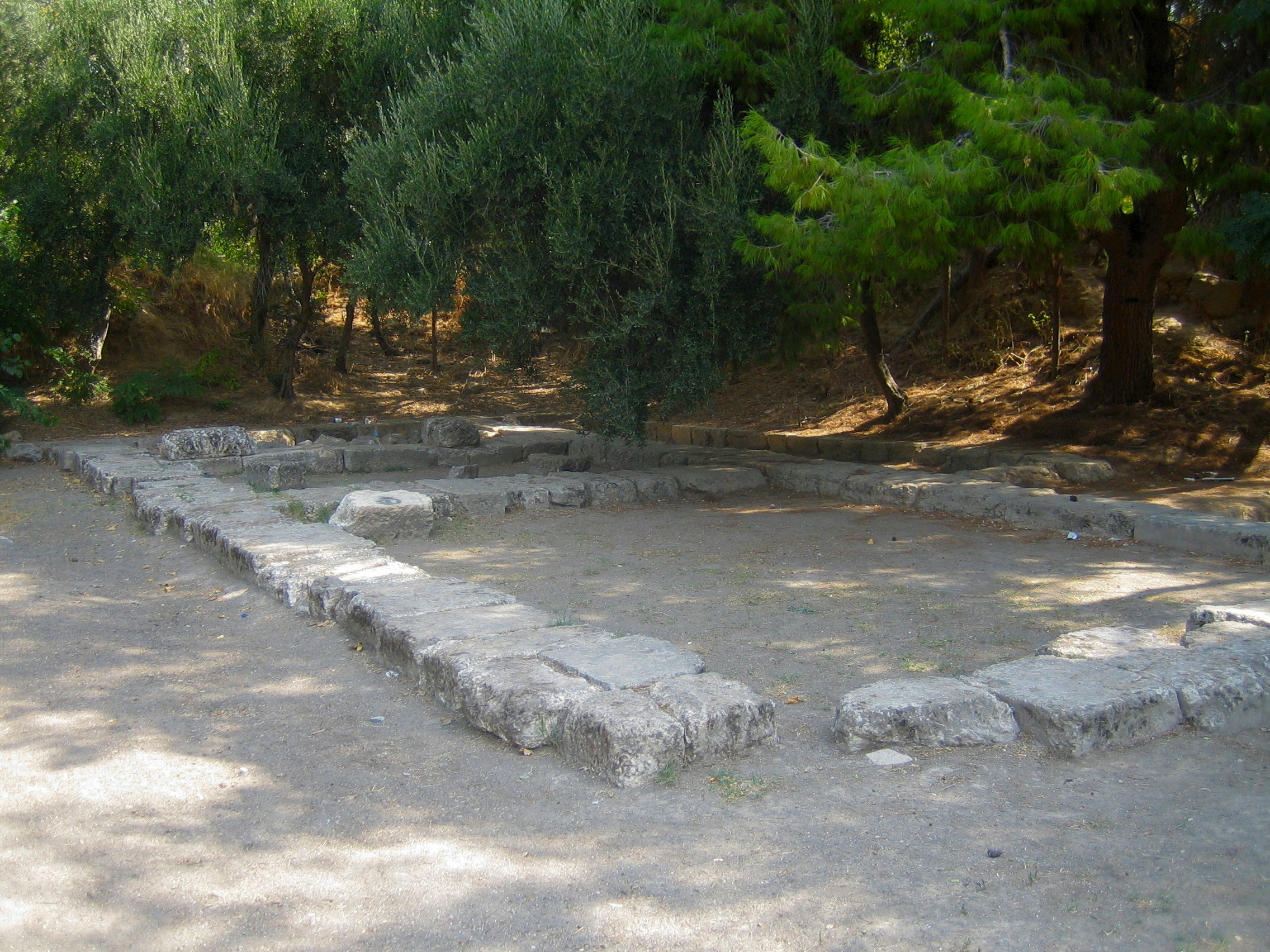
Vykopávky v Akadimia Platonos v Athénách

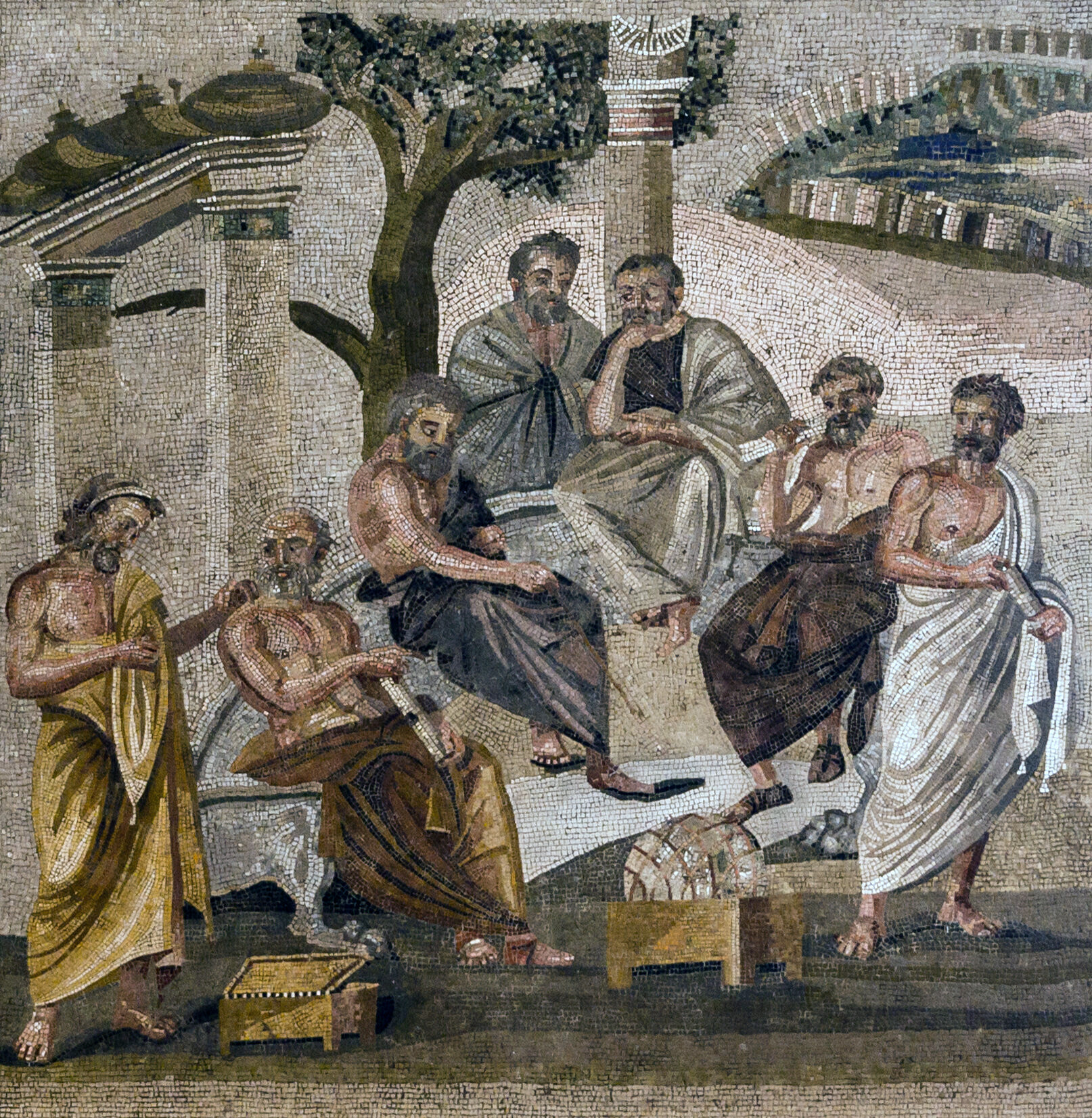
Platónova Akademie na mozaice z Pompejí

Platónská akademie (řec. Άκαδήμεια, lat. Academia Platonica) byla slavná starověká filosofická škola, založená Platónem asi roku 387 př. n. l. v Athénách a definitivně zrušená roku 529 císařem Justiniánem I. Název později převzala skupina humanistů ve Florencii, založená kolem roku 1450 Marsiliem Ficinem. Od athénské Akademie se odvozují také názvy různých učených společností, škol a vědeckých institucí v novověku.

## Akademie v Athénách
Někdy po roce 387 př. n. l., kdy se Platón vrátil z první cesty na Sicílii, koupil z darů přátel pozemek asi 2,5 km na SSZ od středu historických Athén a asi 1,5 km od hradeb, kde založil školu. V blízkosti byl starý posvátný háj olivovníků, zasvěcený Athéně a Dioskurům, kde se konaly různé slavnosti a obřady. Podle mytologického hrdiny Akadéma (Hekadéma) se nazýval Akademeia a název se přenesl na Platónovu školu.
Nebyla to ovšem škola v dnešním slova smyslu, nýbrž neveřejné společenství, kde se diskutovalo a bádalo, snad podle Pythagorejského vzoru, s nímž se Platón setkal v Itálii. Mezi účastníky se rozlišovali „starší“ a „mladší“, za účast se neplatilo a velký důraz se kladl na znalost matematiky. Podle pozdější pověsti byl prý nad vchodem nápis „Bez znalosti geometrie sem nikdo nevstupuj“. Diogenés Laertios jmenuje mezi akademiky i dvě ženy.

### Dějiny athénské Akademie
Diogenés Laertios dělí historii Akademie na starou, střední a novou, Sextus Empiricus rozeznává pět období, kdežto Cicero jen dvě: starou a novou. Scholarchy staré Akademie byli po Platónovi Speusippos (347–339 př. n. l.). Xenokratés (339–314 př. n. l.), Polemon a Kratés. Mezi významné další členy patřili Aristotelés, Herakleidés, Eudoxos a Krantór.
Střední Akademie začíná Arkesiláem (266–241 př. n. l.), za něhož se Akademie orientovala na skepticismus. Novou či Třetí Akademii založil rovněž skeptický Karneadés (155–129 př. n. l.) a od roku 90 př. n. l. zde Antiochos z Askalonu začal učit stoicismus. Za první války s králem Mithridatem Pontským roku 88 př. n. l. scholarcha Filón z Larissy uprchl do Říma a roku 86 př. n. l. při obléhání Athén místo zpustošil římský vojevůdce Lucius Cornelius Sulla. Akademie se sice obnovila, ale patrně na jiných místech. Cicero, který zde studoval v letech 79/78 př. n. l., říká, že se scházeli v nějakém gymnáziu a místo staré Akademie, které navštívil, bylo pusté.
Platonovo učení v Athénách pokračovalo, ale až kolem roku 410 byla Akademie oficiálně obnovena novoplatoniky, kteří se pokládali za dědice (diadochoi) Platónovy. Kolem roku 430 zde učili Plutarchos z Athén a Syrianos a jejich žákem Proklem novoplatónská Akademie dosáhla patrně vrcholu. Podle historika Agathia pocházela většina čelných akademiků ze Sýrie, stejně jako Simplikios a poslední scholarcha Damaskios. Když roku 529 Justinián I. Akademii zrušil, uprchl prý Damaskios k Peršanům, ale roku 532 se mohl vrátit. Někteří Simplikiovi a Damaskiovi žáci však mohli v novoplatónské tradici pokračovat, v 7. století byla založena akademie v Gundišápúru a v 9. století se stopy platoniků znovu objevují v Bagdádu.

## Humanistická Akademie ve Florencii
Kolem roku 1430, když začali Konstantinopol bezprostředně ohrožovat Turci, začal císař i tamní učenci hledat kontakty v Itálii. Roku 1439 byla na koncilu ve Florencii velká delegace byzantských učenců, která se pokusila o sjednocení s Římem a s papežem. Uzavřená dohoda však neměla dlouhé trvání a roku 1453 Konstantinopol padla. Řada byzantských učenců v Itálii zůstala a Georgios Gemistos Plethon přivezl dosud neznámé rukopisy díla Platónova. Nový zájem o platonismus a novoplatonismus podporovali florentští Mediceové.
Pod vedením Marsilia Ficina, vynikajícího překladatele a propagátora Platónovy filosofie, se tak vytvořila neformální skupina učenců, kteří studovali a diskutovali o filosofii a klasických autorech. Vliv jejich modernizovaného a křesťansky laděného platonismu na myšlení italské renesance byl hluboký a dodnes přežívá v obecně známém pojmu „platonická láska“. Samotný Marsilio Ficino nepokládal Akademii za pouhou školu, nýbrž za společenství přátel.
Ačkoli tato skupina nikdy neměla organizovanou podobu, její členové se pokládali za obnovení starověké Akademie, kterou založil Platón v Athénách. Členové Platónské akademie byli většinou ve styku se dvorem Cosima a Lorenza z rodu Medici a mezi nejdůležitější z nich náleželi Angelo Poliziano, význačný básník a znalec antiky, profesor poezie a řečnictví na univerzitě ve Florencii, Cristoforo Landino a učenci a filosofové Pico della Mirandola a Gentile de Becchi.